# Gare de Frameries
La gare de Frameries est une gare ferroviaire belge de la ligne 96, de Bruxelles-Midi à Quévy (frontière), située sur le territoire de la commune de Frameries dans la province de Hainaut en Région wallonne.
Elle est mise en service en 1857 par la société du chemin de fer de Mons à Hautmont et reprise à bail en 1858 par la Compagnie du Nord - Belge. Lors du déplacement des voies sur un nouveau tracé, elle a été reconstruite à un nouvel emplacement. Depuis la fermeture du bâtiment voyageurs en 2005, c'est une halte voyageurs de la Société nationale des chemins de fer belges (SNCB) desservie par des trains InterCity (IC), Omnibus (L) et Heure de pointe (P).

## Situation ferroviaire
Établie à 81 mètres d'altitude, la gare de Frameries est située au point kilométrique (PK) 67,1 de la ligne 96, de Bruxelles-Midi à Quévy (frontière), entre les gares ouvertes de Mons et de Genly.

## Histoire
La « station de Frameries » est mise en service le 12 décembre 1857 par la société du chemin de fer de Mons à Hautmont, lorsqu'elle met en service le tronçon de Mons à Quévy en prolongement de la ligne de Bruxelles à Mons ouverte par les chemins de fer de l'État-Belge en 1840 et 1841. Comme la ligne, elle est reprise à bail en 1858 par la Compagnie du Nord - Belge.
Elle possédait un certain nombre de caractéristiques typiques de l'architecture des gares du Nord-Belge et avait en commun avec la gare de Quévy quelques ornements de façade qu'on ne retrouvait pas sur les autres gares du Nord-Belge.
En 1963, à l'occasion de l'électrification de la ligne, un tracé rectifié fut mis en service entre Mons et Frameries, récupérant l'infrastructure de la Ligne 98 jusqu'à Cuesmes-État à la hauteur de la bifurcation avec la ligne 109, et poursuivant son trajet sur une nouvelle section jusqu'à retrouver son tracé d'origine un peu après l'ancienne gare de Frameries. L'ancien tracé, tortueux et instable à cause des galeries de mine, sur lequel se trouvait la gare de Cuesmes-Nord fut alors abandonné et une nouvelle gare dut être construite à Frameries. L'ancienne gare qui se trouvait rue de la station a alors été fermée et a depuis été démolie.
Le nouveau bâtiment à voyageurs de Frameries date de 1973 et a été construit par l'architecte Léon Vanderbecque et est composée d'une salle vitrée au centre pour la partie voyageurs flanquée d'ailes basses abritant les locaux techniques et constituées de murs aveugles tandis qu'il existe une tour d'horloge faisant aussi office de cheminée d'aération. La gare se situe au niveau du sol tandis que les voies sont sur un léger remblai. Ce bâtiment voyageurs est fermé en 2005, la gare devient une halte avec uniquement des abris sur les quais et un automate sous l'auvent.

## Service des voyageurs

### Accueil
Halte SNCB, c'est un point d'arrêt non géré (PANG) à accès libre, équipé d'un automate pour l'achat de titres de transport.
Un passage souterrain permet la traversée des voies et le passage d'un quai à l'autre.

### Desserte
Frameries est desservie par des trains InterCity (IC), Omnibus (L) et Heure de pointe (P) de la SNCB, qui effectuent des missions sur la ligne 96 (voir brochure SNCB de la ligne 96,.).
En semaine, la desserte comprend les trains suivants qui ont tous leur terminus à Quévy :
- un unique train InterCity à destination de Bruxelles-Aéroport-Zaventem tôt le matin ;
- des trains L (un par heure dans chaque sens) à destination de La Louvière-Sud;
- un unique train P à destination de Schaerbeek, le matin, (et deux en provenance de Schaerbeek en fin d'après-midi) ;
- des trains P de et vers Mons (deux vers Mons et un en provenance de Manage et Mons le matin ; un en provenance de Mons vers midi, un autre l'après-midi et un autre le soir).

Les week-ends et jours fériés, Frameries est desservie par des trains L Grammont - Ath - Mons - Quévy

### Intermodalité
Un parc pour les vélos et un parking pour les véhicules y sont aménagés.

## Comptage voyageurs
Ce graphique et tableau montre le nombre de voyageurs embarquant en moyenne durant la semaine, le samedi et le dimanche.
| Nombre de passagers qui embarquent à la gare de Frameries | Nombre de passagers qui embarquent à la gare de Frameries | Nombre de passagers qui embarquent à la gare de Frameries | Nombre de passagers qui embarquent à la gare de Frameries |
|                                                           | Semaine                                                   | Samedi                                                    | Dimanche                                                  |
| --------------------------------------------------------- | --------------------------------------------------------- | --------------------------------------------------------- | --------------------------------------------------------- |
| 1977                                                      | 670                                                       | 125                                                       | 106                                                       |
| 1978                                                      | 651                                                       | 166                                                       | 117                                                       |
| 1979                                                      | 708                                                       | 133                                                       | 93                                                        |
| 1980                                                      | 711                                                       | 106                                                       | 98                                                        |
| 1981                                                      | 689                                                       | 132                                                       | 91                                                        |
| 1982                                                      | 697                                                       | 121                                                       | 93                                                        |
| 1983                                                      | 604                                                       | 128                                                       | 68                                                        |
| 1984                                                      | 532                                                       | 87                                                        | 42                                                        |
| 1985                                                      | 530                                                       | 57                                                        | 50                                                        |
| 1986                                                      | 402                                                       | 71                                                        | 29                                                        |
| 1987                                                      | 556                                                       | 39                                                        | 28                                                        |
| 1988                                                      | 411                                                       | -                                                         | -                                                         |
| 1989                                                      | 382                                                       | -                                                         | -                                                         |
| 1990                                                      | 429                                                       | -                                                         | -                                                         |
| 1991                                                      | 401                                                       | -                                                         | -                                                         |
| 1992                                                      | 459                                                       | -                                                         | -                                                         |
| 1993                                                      | 340                                                       | -                                                         | -                                                         |
| 1994                                                      | 366                                                       | -                                                         | -                                                         |
| 1995                                                      | 304                                                       | -                                                         | -                                                         |
| 1996                                                      | 345                                                       | -                                                         | -                                                         |
| 1997                                                      | 318                                                       | -                                                         | -                                                         |
| 1998                                                      | 426                                                       | 18                                                        | 12                                                        |
| 1999                                                      | 322                                                       | 18                                                        | 15                                                        |
| 2000                                                      | 652                                                       | -                                                         | -                                                         |
| 2001                                                      | 439                                                       | -                                                         | -                                                         |
| 2002                                                      | 391                                                       | -                                                         | -                                                         |
| 2003                                                      | 379                                                       | -                                                         | -                                                         |
| 2004                                                      | 456                                                       | -                                                         | -                                                         |
| 2005                                                      | 424                                                       | -                                                         | -                                                         |
| 2006                                                      | 404                                                       | -                                                         | -                                                         |
| 2007                                                      | 504                                                       | -                                                         | -                                                         |
| 2008                                                      | -                                                         | -                                                         | -                                                         |
| 2009                                                      | 550                                                       | -                                                         | -                                                         |
| 2010                                                      | -                                                         | -                                                         | -                                                         |
| 2011                                                      | -                                                         | -                                                         | -                                                         |
| 2012                                                      | 497                                                       | -                                                         | -                                                         |
| 2013                                                      | 464                                                       | -                                                         | -                                                         |
| 2014                                                      | 470                                                       | -                                                         | -                                                         |
| 2015                                                      | 335                                                       | -                                                         | -                                                         |
| 2016                                                      | 267                                                       | -                                                         | -                                                         |
| 2017                                                      | 279                                                       | -                                                         | -                                                         |
| 2018                                                      | 269                                                       | -                                                         | -                                                         |
| 2019                                                      | 258                                                       | -                                                         | -                                                         |
| 2020                                                      | 198                                                       | -                                                         | -                                                         |
| 2021                                                      | -                                                         | -                                                         | -                                                         |
| 2022                                                      | 222                                                       | 102                                                       | 85                                                        |
| 2023                                                      | 273                                                       | 161                                                       | 139                                                       |
| 2024                                                      | 218                                                       | 111                                                       | 86                                                        |

## Galerie de photographies

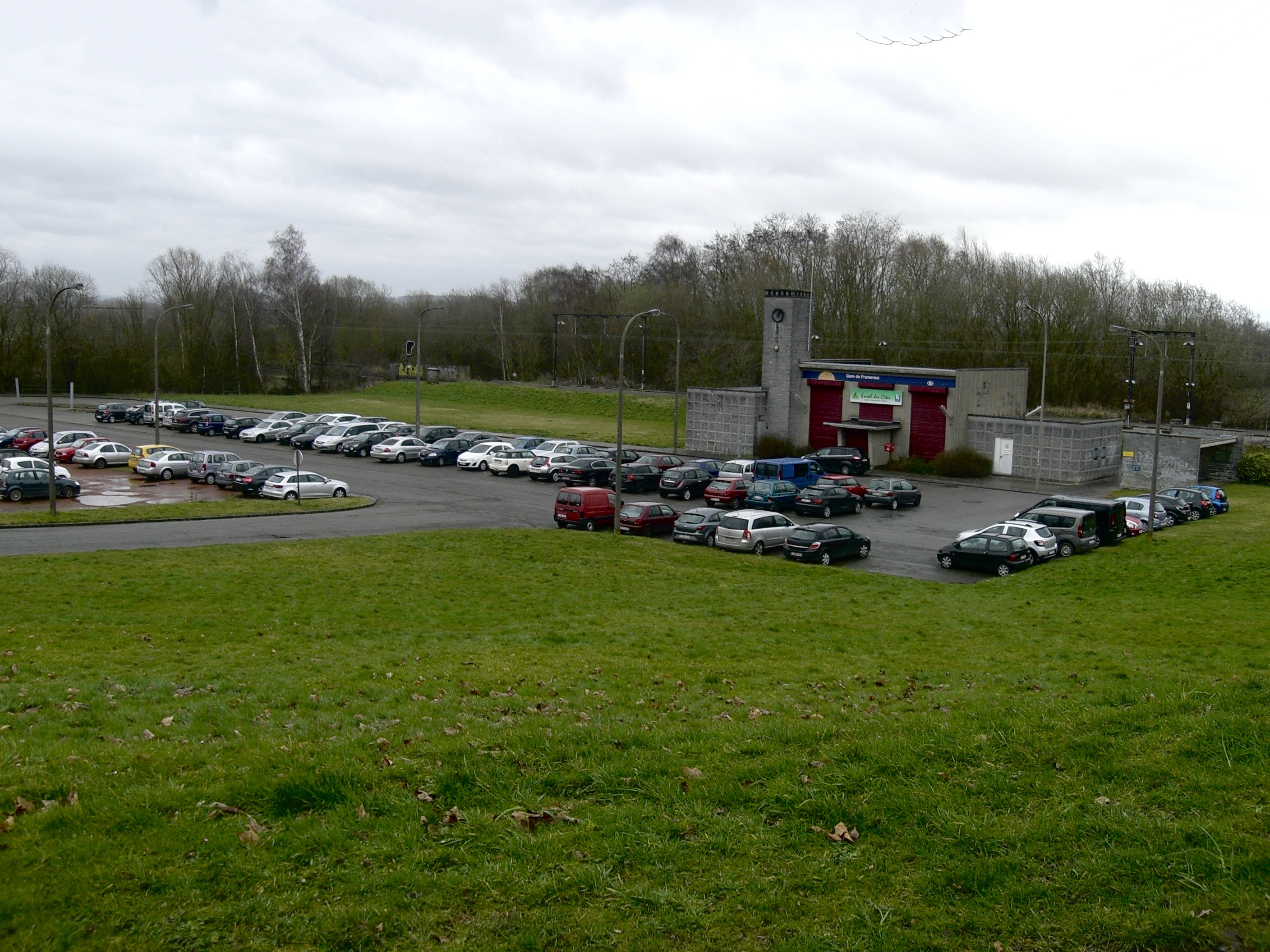
Parking et bâtiment de la gare.
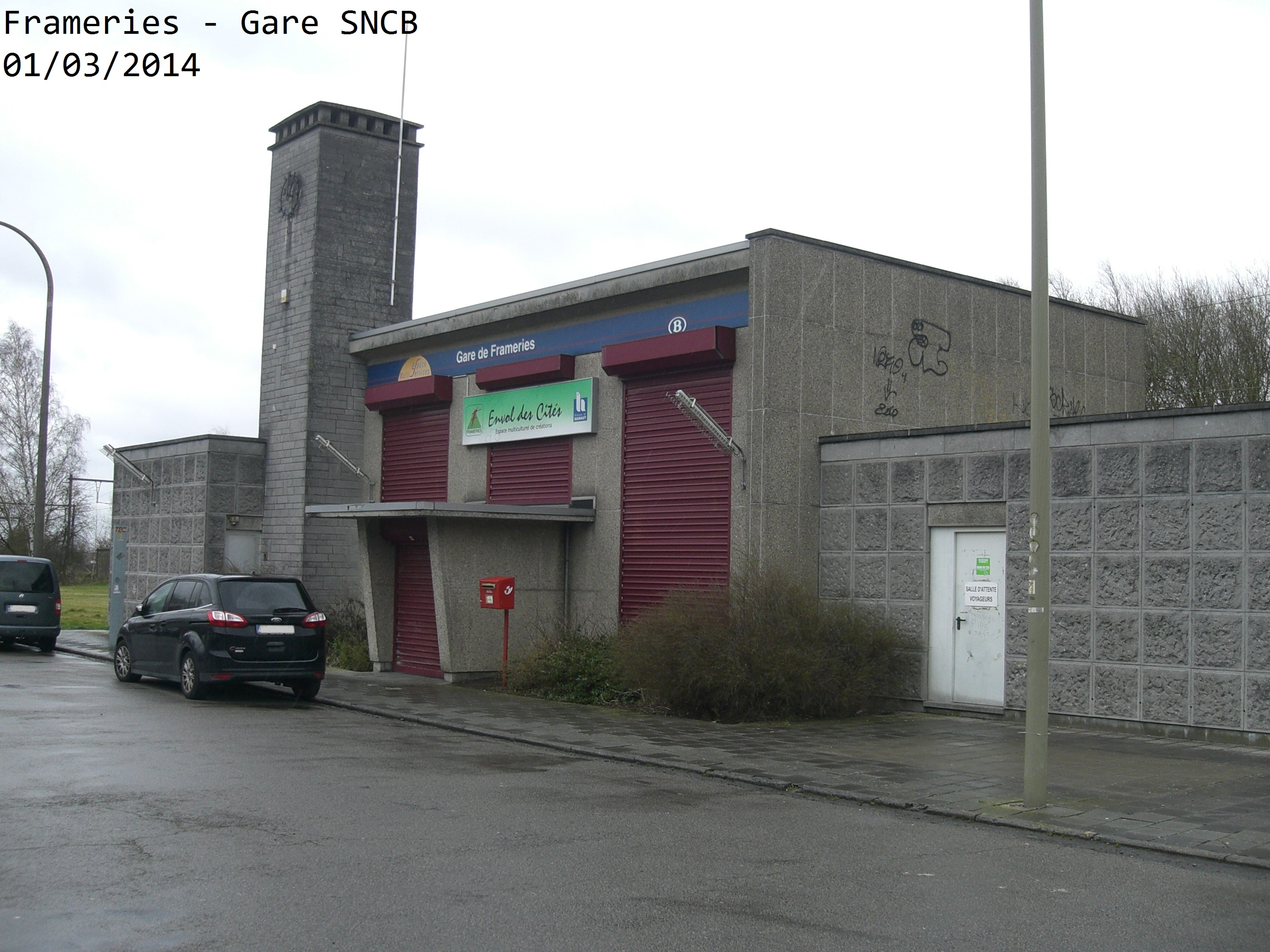
Bâtiment voyageurs fermé.
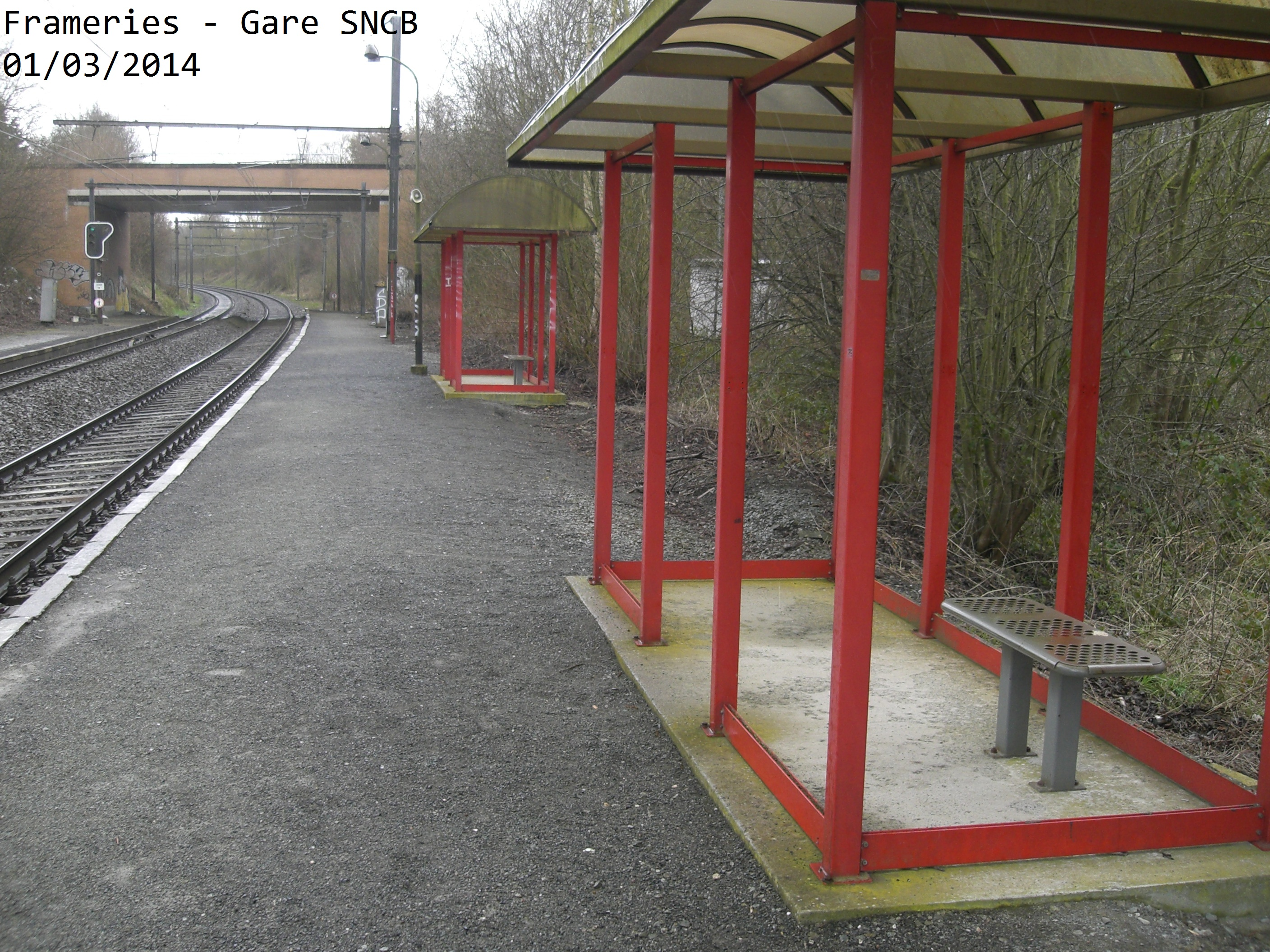
Abri de quai.
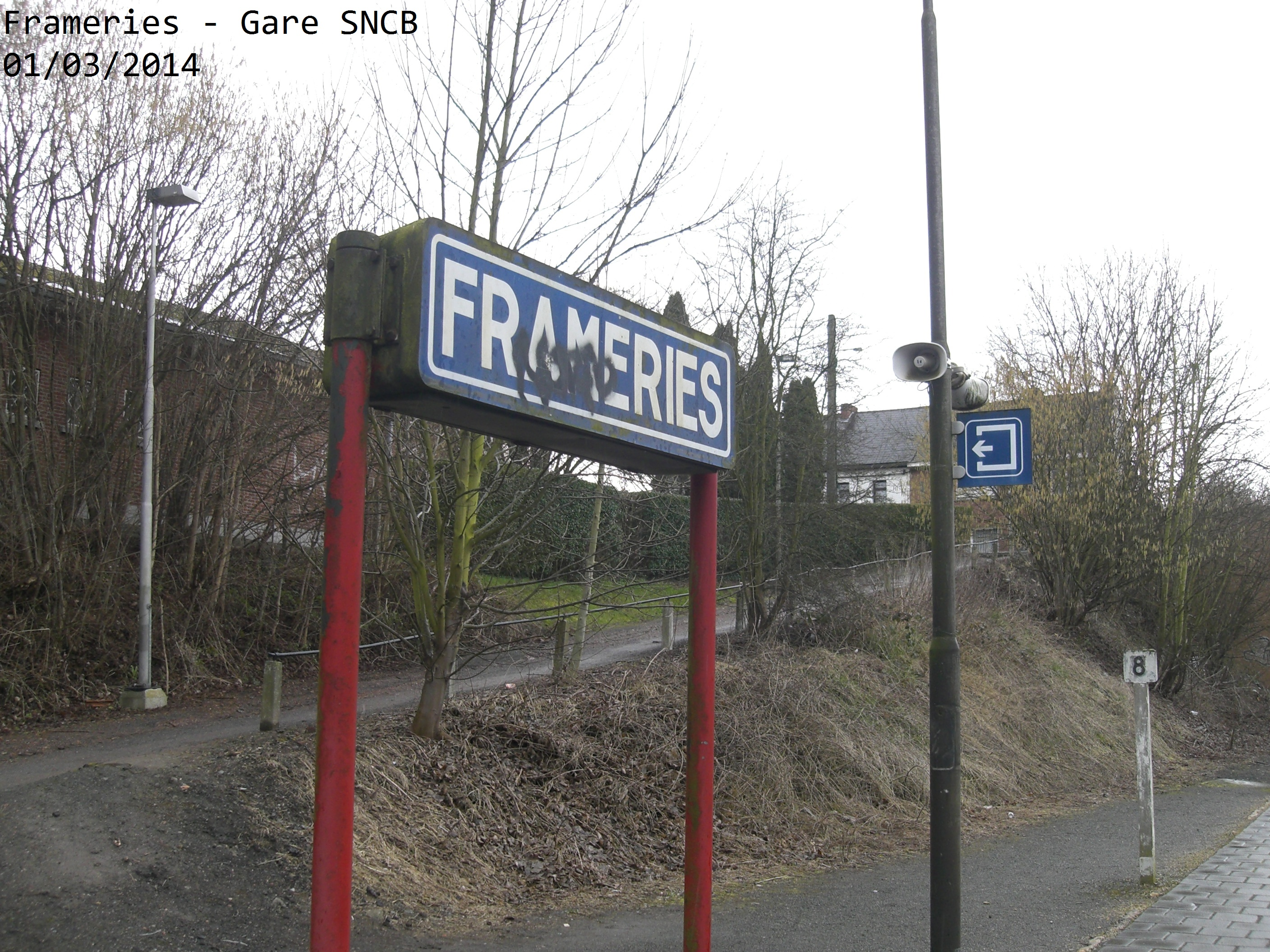
Panneau de quai.